# Pandora (Sängerin)

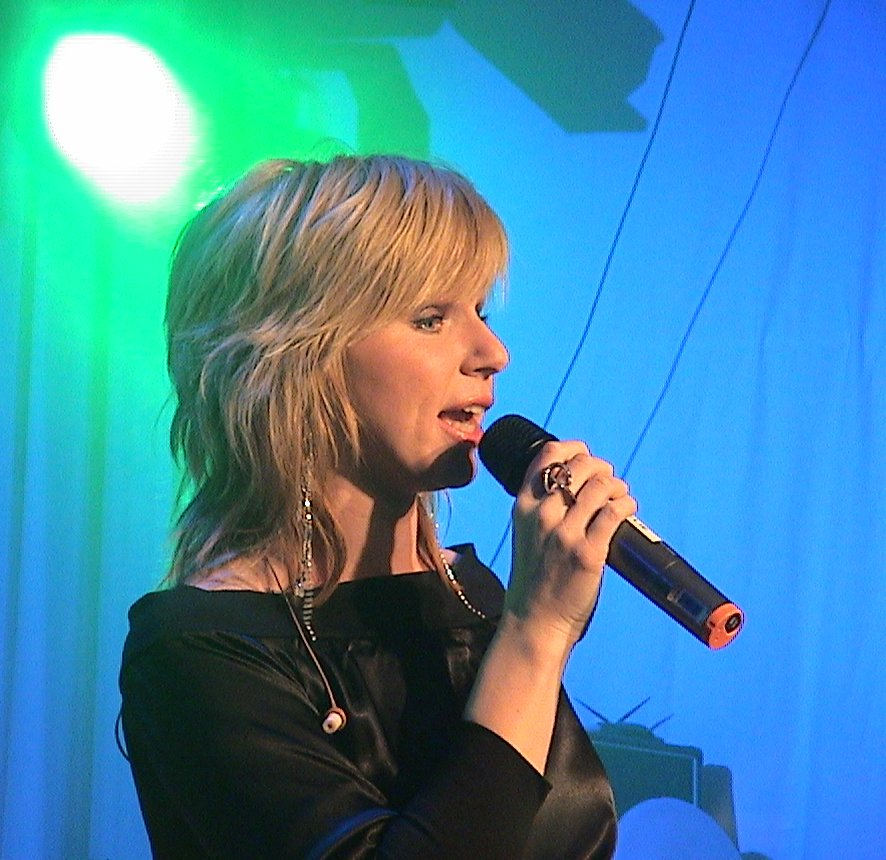
Pandora bei einem Auftritt 2004

Pandora (* 20. Juni 1970 als Anneli Magnusson in Västerås, Schweden) ist eine schwedische Sängerin. Ihre Musik enthielt Elemente des zur damaligen Zeit weitverbreiteten Eurodance.

## Leben
Magnusson wuchs in einer Kleinstadt in Zentralschweden auf und sammelte bereits im Kindesalter Erfahrung im Umgang mit der Gitarre. Als Jugendliche trat sie des Öfteren in einem ihrem Wohnort nahe gelegenen Café auf. Ihre Vorbilder waren Eric Clapton und Mark Knopfler. Während ihrer Studienzeit in Västerås, unweit Stockholm, lernte sie drei Musikproduzenten kennen, die auf der Suche nach einer weiblichen Stimme für einen geplanten Dance-Act waren. Im Herbst 1993 unterschrieb Magnusson den Plattenvertrag und begann fortan ihre Karriere als Pandora. Die Debütsingle Trust Me erschien noch im selben Jahr und erhielt Gold-Status in Schweden. Das dazugehörige Album One Of A Kind erzielte außer in Schweden auch in Finnland hohe Verkaufszahlen. Pandora avancierte nach Ace of Base zum erfolgreichsten Dance-Act Skandinaviens. Im gleichen Jahr folgte als Kooperation mit dem schwedischen Dance-Act Melodie MC die Single Up North.
Im Jahr 1995 folgte das Album Tell The World inklusive der gleichnamigen Single, das außer in Skandinavien auch in Japan zum Erfolg wurde. Das 1997 folgende Album Changes wurde dann weltweit veröffentlicht. Im selben Jahr ging sie in Skandinavien und Japan auf Tour. 1998 sang Pandora den Song zu den Olympischen Winterspielen Spirit to Win, ein Best-Of-Album folgte. Es folgten weitere Singles und Alben, die in Japan und Australien sehr erfolgreich waren. 2004 nahm sie an einem Vorentscheid für den Eurovision Song Contest teil, wurde jedoch nicht als finale Kandidatin ausgewählt.
In den Jahren 2005 bis 2009 erschienen weitere Singles und Alben, die jedoch nicht an die früheren Erfolge anknüpfen konnten.
2021 nahm sie gemeinsam mit der Band Teflon Brothers am finnischen Vorentscheid Uuden Musiikin Kilpailu für den Eurovision Song Contest teil, konnte sich allerdings erneut nicht durchsetzen. Ihr Beitrag belegte den zweiten Platz, 371 Punkte hinter dem Gewinner Blind Channel.

## Diskografie

### Alben
| Jahr | Titel                | Höchstplatzierung, Gesamtwochen, AuszeichnungChartplatzierungen (Jahr, Titel, Platzierungen, Wochen, Auszeichnungen, Anmerkungen) | Höchstplatzierung, Gesamtwochen, AuszeichnungChartplatzierungen (Jahr, Titel, Platzierungen, Wochen, Auszeichnungen, Anmerkungen) | Anmerkungen     |
| Jahr | Titel                | SE | FI | Anmerkungen     |
| ---- | -------------------- | --- | --- | --------------- |
| 1993 | One of a Kind        | SE12 Gold · (12 Wo.)SE | FI— GoldFI |                 |
| 1995 | Tell The World       | SE11 (9 Wo.)SE | FI9 Platin · (9 Wo.)FI |                 |
| 1997 | Changes              | SE29 (2 Wo.)SE | FI4 Gold · (11 Wo.)FI |                 |
| 1998 | This Could Be Heaven | — | FI19 (8 Wo.)FI |                 |
| 2002 | Won’t Look Back      | — | FI40 (1 Wo.)FI |                 |
| 2005 | 9 Lives              | SE16 (2 Wo.)SE | — |                 |
| 2005 | Celebration          | SE38 (1 Wo.)SE | — | vs. United DJ’s |

grau schraffiert: keine Chartdaten aus diesem Jahr verfügbar

### Singles
| Jahr | Titel Album                      | Höchstplatzierung, Gesamtwochen, AuszeichnungChartplatzierungen (Jahr, Titel, Album, Platzierungen, Wochen, Auszeichnungen, Anmerkungen) | Höchstplatzierung, Gesamtwochen, AuszeichnungChartplatzierungen (Jahr, Titel, Album, Platzierungen, Wochen, Auszeichnungen, Anmerkungen) | Anmerkungen                                              |
| Jahr | Titel Album                      | SE | FI | Anmerkungen                                              |
| ---- | -------------------------------- | --- | --- | -------------------------------------------------------- |
| 1993 | Trust Me One of a Kind           | SE3 Gold · (21 Wo.)SE | — |                                                          |
| 1993 | Come On And Do It One of a Kind  | SE5 (14 Wo.)SE | — |                                                          |
| 1994 | One of a Kind                    | SE33 (1 Wo.)SE | — |                                                          |
| 1994 | Something’s Gone One of a Kind   | SE18 (10 Wo.)SE | — |                                                          |
| 1994 | Tell The World                   | SE5 (13 Wo.)SE | — |                                                          |
| 1995 | Don’t You Know Tell The World    | SE7 (9 Wo.)SE | — |                                                          |
| 1995 | Naked Sun Tell The World         | SE29 (3 Wo.)SE | — |                                                          |
| 1995 | One of Us –                      | SE13 (12 Wo.)SE | FI7 (3 Wo.)FI |                                                          |
| 1997 | A Little Bit Changes             | SE28 (3 Wo.)SE | FI3 (6 Wo.)FI |                                                          |
| 1997 | Smile ’n’ Shine Changes          | SE45 (1 Wo.)SE | FI15 (3 Wo.)FI |                                                          |
| 1998 | You Drive Me Crazy –             | — | FI10 (1 Wo.)FI |                                                          |
| 2003 | You 9 Lives                      | SE56 (1 Wo.)SE | — |                                                          |
| 2004 | I’m Confused 9 Lives             | SE6 (7 Wo.)SE | — |                                                          |
| 2006 | Trust Me Celebration             | SE2 (32 Wo.)SE | — | Erstveröffentlichung: 15. September 2006 vs. United DJ’s |
| 2007 | Don’t You Know Celebration       | SE1 (20 Wo.)SE | FI4 (2 Wo.)FI | vs. United DJ’s                                          |
| 2007 | Tell The World Celebration       | SE7 (11 Wo.)SE | FI12 (2 Wo.)FI | vs. United DJ’s                                          |
| 2007 | On A Night Like This Celebration | SE3 (3 Wo.)SE | — | vs. United DJ’s                                          |
| 2009 | Kitchy Kitchy –                  | SE7 (10 Wo.)SE | — | feat. Bloom 06                                           |
| 2010 | You Believed –                   | SE3 (9 Wo.)SE | — | feat. Matt Hewie                                         |
| 2021 | I Love You –                     | — | FI2 (12 Wo.)FI | mit den Teflon Brothers                                  |

grau schraffiert: keine Chartdaten aus diesem Jahr verfügbar

### Gastbeiträge
| Jahr | Titel Album | Höchstplatzierung, Gesamtwochen, AuszeichnungChartsChartplatzierungen (Jahr, Titel, Album, Platzierungen, Wochen, Auszeichnungen, Anmerkungen) | Anmerkungen              |
| Jahr | Titel Album | SE | Anmerkungen              |
| ---- | ----------- | --- | ------------------------ |
| 2008 | Call Me –   | SE5 (12 Wo.)SE | Deejay Jay feat. Pandora |

## Auszeichnungen für Musikverkäufe
| Platin-Schallplatte - Australien - 1999: für die Single A Little Bit - Japan - 1997: für das Album Changes |

Anmerkung: Auszeichnungen in Ländern aus den Charttabellen bzw. Chartboxen sind in ebendiesen zu finden.
| Land/RegionAuszeichnungen für Musikverkäufe (Land/Region, Auszeichnungen, Verkäufe, Quellen) | Gold     | Platin     | Verkäufe | Quellen              |
| -------------------------------------------------------------------------------------------- | -------- | ---------- | -------- | -------------------- |
| Australien (ARIA)                                                                            | —        | Platin1    | 70.000   | aria.com.au          |
| Finnland (IFPI)                                                                              | 2× Gold2 | Platin1    | 115.546  | ifpi.fi              |
| Japan (RIAJ)                                                                                 | —        | Platin1    | 200.000  | riaj.or.jp           |
| Schweden (IFPI)                                                                              | 2× Gold2 | —          | 75.000   | sverigetopplistan.se |
| Insgesamt                                                                                    | 4× Gold4 | 3× Platin3 |          |                      |